# Liste der Baudenkmäler in Teugn
Auf dieser Seite sind die Baudenkmäler in der niederbayerischen Gemeinde Teugn zusammengestellt. Diese Tabelle ist eine Teilliste der Liste der Baudenkmäler in Bayern. Grundlage ist die Bayerische Denkmalliste, die auf Basis des Bayerischen Denkmalschutzgesetzes vom 1. Oktober 1973 erstmals erstellt wurde und seither durch das Bayerische Landesamt für Denkmalpflege geführt wird. Die folgenden Angaben ersetzen nicht die rechtsverbindliche Auskunft der Denkmalschutzbehörde.

## Baudenkmäler inTeugn
| Lage                                   | Objekt                                    | Beschreibung | Akten-Nr.    | Bild            |
| -------------------------------------- | ----------------------------------------- | --- | ------------ | --------------- |
| Bergstraße 3 (Standort)                | Bauernhof in Hakenform                    | Wohnhaus, zweigeschossiger Flachsatteldachbau mit Blockbau-Obergeschoss, Laube zur westlichen Traufseite, 18. Jahrhundert Stadel, eingeschossiger Satteldachbau, Bruchsteinmauerwerk, korbbogige Toreinfahrten, 18./19. Jahrhundert | D-2-73-175-1 | BW              |
| Kirchplatz 3; Kirchplatz 12 (Standort) | Katholische Pfarrkirche Mariä Himmelfahrt | Saalkirche mit Satteldach, Chorturm mit Pyramidendach, um 1600, im 18. Jahrhundert barockisiert, Langhaus 1978 erneuert; mit Ausstattung Friedhofstor, zwei Steinpfeiler mit Kugelaufsätzen, schmiedeeiserne Torflügel, bezeichnet „1883“ Friedhofs-Kruzifix, hölzernes Kruzifix auf neugotischem Steinsockel, bezeichnet „1862“ Kriegerdenkmal, für die Gefallenen beider Weltkriege, segmentförmige Anlage, Christus auf Postament mit niederknieendem Wehrmachtssoldaten, wohl 1950er Jahre | D-2-73-175-2 | weitere Bilder  |
| Kirchplatz 12 (Standort)               | Brauereigasthof                           | Zweigeschossiger Walmdachbau mit mittlerem Gurtgesims, um 1830/40 | D-2-73-175-3 | Brauereigasthof |